# Lestrimelitta danuncia
Lestrimelitta danuncia là một loài Hymenoptera trong họ Apidae. Loài này được Oliveira & Marchi mô tả khoa học năm 2005.